# Kukenberk
Kukenberk je naselje v občini Trebnje.
Kukenberk je gručasta vas na hribu Gorenji Kukenberk, nasproti Male Loke. Na južni strani naselja je uvala s poljem Dolino, ki jo na nasprotni strani proti Muhabranu obdajajo gozdne parcele na Starinah, Dolina, Laze in Plejave. Med Kukenberkom in Malo Loko je pod železniško progo ob Temenici od Krtina proti Trnju travnata dolina Mokro polje, ki je večkrat poplavljeno, prevladujoča raba pa so travniki.